# Dzierzynsky-Syndrom
Das Dzierzynsky-Syndrom, lateinisch dystrophia periostalis hyperplastica familiaris, ist ein familiär gehäuft auftretendes Fehlbildungssyndrom mit den Charakteristika vorzeitiger Synostose der Schädelnähte mit Verformung des Schädels, Gesichtsauffälligkeiten, Brachyphalangie und Trichterbrust.
Hinzu kommen Verdickung der Schädelknochen und des Periostes mit Veränderungen der angrenzenden Weichteile, hauptsächlich an den Fingern, den Schlüsselbeinen und dem Brustbein.
Synonym wird mitunter der Ausdruck Dzierzynsky-Klippel-Feldstein-Syndrom verwendet.
Die Bezeichnung bezieht sich auf den Autor der Erstbeschreibung aus dem Jahre 1913, den Arzt Władysław Dzierżyński (1881–1942).